# Kaohsiung Open
Kaohsiung Open, właśc. Kaohsiung OEC Open – męski turniej tenisowy rangi ATP Challenger Tour. Rozgrywany na kortach twardych w tajwańskim Kaohsiungu od 2012 roku.

## Mecze finałowe

### Gra pojedyncza
| Rok  | Mistrz            | Finalista     | Wynik            |
| 2019 | John Millman      | Marc Polmans  | 6:4, 6:2         |
| 2018 | Gaël Monfils      | Kwon Soon-woo | 6:4, 2:6, 6:1    |
| 2017 | Jewgienij Donskoj | Marius Copil  | 7:6(0), 7:5      |
| 2016 | Chung Hyeon       | Lee Duck-hee  | 6:4, 6:2         |
| 2015 | Chung Hyeon       | Yuki Bhambri  | 7:5, 6:4         |
| 2014 | Lu Yen-hsun       | Luca Vanni    | 6:7(7), 6:4, 6:4 |
| 2013 | Lu Yen-hsun       | Yuki Bhambri  | 6:4, 6:3         |
| 2012 | Gō Soeda          | Tatsuma Itō   | 6:3, 6:0         |

### Gra podwójna
| Rok  | Mistrzowie                            | Finaliści                           | Wynik             |
| 2019 | Hsieh Cheng-peng Yang Tsung-hua       | Evan King Hunter Reese              | 6:4, 7:6(4)       |
| 2018 | Hsieh Cheng-peng Yang Tsung-hua       | Hsu Yu-hsiou Jimmy Wang             | 6:7(3), 6:2, 10–8 |
| 2017 | Sanchai Ratiwatana Sonchat Ratiwatana | Jonatan Erlich Alexander Peya       | 6:4, 1:6, 10–6    |
| 2016 | Sanchai Ratiwatana Sonchat Ratiwatana | Hsieh Cheng-peng Yi Chu-huan        | 6:4, 7:6(4)       |
| 2015 | Hsieh Cheng-peng Yang Tsung-hua       | Gong Maoxin Peng Hsien-yin          | 6:2, 6:2          |
| 2014 | Gong Maoxin Peng Hsien-yin            | Chen Ti Huang Liang-chi             | 6:3, 6:2          |
| 2013 | Juan Sebastián Cabal Robert Farah     | Yuki Bhambri Wang Chieh-fu          | 6:4, 6:2          |
| 2012 | John Paul Fruttero Raven Klaasen      | Daniel King-Turner Frederik Nielsen | 6:7(6), 7:5, 10–8 |